# Allô la Terre, ici les Martin
Allô la Terre, ici les Martin (Spaced Out) est une série d'animation franco-canadienne en 26 épisodes entre 22 et 25 minutes, créée par Léon Noël et Claude Lerist, et diffusée pour la première fois sur Vrak.TV à partir du 8 septembre 2001. En France, la série est diffusée entre le 2 juillet et le 6 août 2002 sur Canal+ ainsi qu'à l'automne 2002 dans T O 3 sur France 3.
Elle sera aussi rediffusée sur Cartoon Network à partir du 2 septembre 2003 et sur Gulli entre 2006 et 2007et aussi en 2009.

## Synopsis
Dans un futur proche, Krash industrie, une multinationale a construit une station spatiale orbitale qui s'apparente à un village ; la multinationale recherche des candidats (ou cobayes) et leurs familles, pour vivre sur cette station. Georges Martin postule au sein de Krash Industrie pour vivre et devenir responsable de la station orbitale, sa candidature est rejetée. Mais à la suite d'un courant d'air, dans les bureaux de Krash Industrie, la feuille de candidature de Georges Martin se retrouve à la place du candidat admis. Georges Martin est alors nommé responsable de cette station spatiale orbitale expérimentale et part vivre avec sa famille sur la station où l'aventure les attend. À commencer par retrouver les mêmes voisins qu'ils avaient quand ils habitaient sur Terre, Madame Schuman et son fils.

## Production
La série, qui compte 26 épisodes, est produite par la société française Alphanim, la chaine française Canal+ et la société canadienne Les, Productions Tooncan en association avec Gimages 2 et agogo[m]edia ltd.
Aux États-Unis, la série est initialement diffusée sur Toon Disney le 4 octobre 2002. En France, la série a été diffusée sur France 3 (2001-date inconnue), Canal J, Cartoon Network (2002), et rediffusée sur Gulli (2006-2007, puis en 2009). Au Québec, Canada, la série a été diffusée sur VRAK.TV et sur TV5 Québec Canada. Dans les autres pays, elle a été diffusée sur Cartoon Network au Royaume-Uni et en Irlande (2002-date inconnue), Nickelodeon en Allemagne (2004-date inconnue), Cartoon Network et Boing en Italie (2002-date inconnue), et Nickelodeon aux Pays-Bas (2003-date inconnue).

## Distribution
- Patrick Béthune : Georges Martin
- Danièle Hazan : Monette Martin
- Nathalie Bienaimé : Betty Martin
- Susan Sindberg : Benjamin Martin
- Bruno Magne : Boris Labibine
- Bernard Demory : Guy, Fax (le chien)
- Olivier Hémon : Planouf

## Épisodes
- Embarquement immédiat
- À mort l'alien
- Invasion
- Boris ce héros
- Georges le magnifique
- Je veux rentrer à la maison
- Georges mène l'enquête
- Monette aux manettes
- Les Durand
- Soupe cosmique
- Question de temps
- Le Truc
- Faites chauffer l’école
- Tout sur mamie
- Un Noël très spatial
- Les Cochons de l'espace
- Schuman recherche désespérément
- Black Out
- Fax ennemi public no 1
- Le Masque de plexiglas
- Georges tout feu tout flamme
- Trou noir
- Dégraissage
- La Machine à apprendre
- Annexion
- Incubation

- Source[7].

## Festivals et prix
La série a été sélectionnée en 2003 à Córdoba, en Argentine.